# 쇼니 요시요리
쇼니 요시요리(少弐 嘉頼, しょうに よしより)는 일본 무로마치 시대의 무장으로, 쇼니 씨 13대 당주이다.

## 생애
에이쿄 5년(1433년)에 아버지 쇼니 미쓰사다(少弐満貞)와 형 스케쓰구(資嗣)가 오우치 모치요(大内持世)와의 전투에서 패하고 전사하자, 요시요리는 동생 노리요리(教頼)와 함께 쓰시마국(対馬国)으로 달아날 수 밖에 없었고, 쓰시마 도주 소 사다모리(宗貞盛)의 비호를 받게 된다. 쓰시마에서 원복(元服)을 행하고 가독(家督)을 상속한 요시요리는 일족인 요코타케 요리후사(横岳頼房)나 쓰시마 소 씨(宗氏)의 원조를 받으면서 또한 오토모 모치타다(大友持直)와 협력하면서 쇼니 씨의 재흥을 목표로 하였다.
에이쿄 6년(1434년) 6월, 지쿠젠국(筑前国)에서 오우치 모치요와 교전하였다. 이 무렵 하코자키 신사(筥崎社)가 전란으로 불타버렸다.。이듬해 에이쿄 7년(1435년) 8월, 오토모 모치타다와 함께 또 다시 모치요와의 전투에 나섰고 패전하였다. 에이쿄 8년(1436년) 2월에는 막부의 명으로 규슈(九州)로 내려온 교고쿠 모치타카(京極持高)의 원군을 얻은 모치요와 교전하였고 같은 해 6월에는 모치요와의 전투에서 승리한다.
에이쿄 12년(1440년) 、6대 쇼군(将軍) 아시카가 요시노리(足利義教)에 의해 요시요리 ・ 노리요리 형제와 모치요의 사이에 화친이 맺어졌고、쇼니 씨의 존속을 인정받았다. 이는 모치요가 쇼니 씨와 동맹관계에 있었던 쓰시마 섬의 소 씨 집안이나, 궁지에 몰린 요시요리가 왜구(倭寇)를 일으켜 해적질을 벌인 대상이었던 조선과의 관계가 악화될 것을 유념했기 때문이었다.
에이쿄 13년(1441년)에 사망하였다. 향년 21세. 자식에 대해서는 기록이 전해지지 않으며, 요시요리 사후 쇼니 씨의 가독은 그의 동생으로 함께 쓰시마로 달아났던 노리요리가 맡았다.

## 출전
- 《고하나조노 천황기》(後花園天皇紀, 에이쿄 6년 5월부터 6월까지, 에이쿄 7년 8월)
- 《간문일기》(看聞日記)
- 《역대진서요략》(歴代鎮西要略)
- 《건내기》(建内記)
- 《북비전지》(北肥戦誌)

| 전임 쇼니 스케쓰구 | 제13대 쇼니씨 당주 | 후임 쇼니 노리요리 |